# Rutilia chersipho
Rutilia chersipho là một loài ruồi trong họ Tachinidae.